# فلور ديلجاديلو رويز
فلور ديلجاديلو رويز (بالإسبانية: Flor Marina Delgadillo)‏ هي دراجة كولومبية، ولدت في 21 فبراير 1972 في تشيكوينكويرا في كولومبيا.

## وصلات خارجية
- فلور ديلجاديلو رويز على موقع أوليمبيديا (الإنجليزية)